# أجيبستا
جبل أجيبستا (بالأبخازية: Аҕьаҧсҭа) يقع ضمن سلسلة جبال غاغرا في أبخازيا، ارتفاع قمته 3،357 متر (11،010 قدم) فوق مستوى سطح البحر. تغطي غابات التنوب والزان الشرقي سفوحه حتى ارتفاع 1800 متر. المرتفعات الأعلى تغطيها المروج الألبية والمواقع القريبة من القمة تحتوي على أنهار جليدية صغيرة.